# Sujatha
Sujatha (ur. 10 grudnia 1952 r. w Galle, zm. 6 kwietnia 2011 r. w Ćennaj) – indyjska aktorka.
Urodziła się w Galle na Sri Lance, w wieku 14 lat przeniosła się wraz z rodziną do Kerali. Debiutowała w nakręconym w malajalam Thapasvini (1968). Występowała w produkcjach związanych głównie z kinematografiami południowych Indii, uznanie zyskała dzięki rolom w Annam in Annakili (1976), Anu in Avargal i Andaman Kadali (1977). Partnerowała np. Sivaji Ganesanowi, A. N. Rao, Rajnikanthowi i Kamalowi Hasanowi. Jej filmografia obejmuje ok. 300 tytułów. Otrzymała między innymi Filmfare Award dla najlepszej aktorki tamilskiej (1975, 1976, 1977), Filmfare Award dla najlepszej aktorki w telugu (1979), Tamil Nadu State Film Award (1981, 1982) oraz Nandi Award dla najlepszej aktorki drugoplanowej (1998).